# Theodore Roszak
Pour les articles homonymes, voir Roszak.
Œuvres principales
- Vers une contre-culture. Réflexions sur la société technocratique et l'opposition de la jeunesse
- La Conspiration des ténèbres
- Les Mémoires d'Elizabeth Frankenstein

Theodore Roszak est un historien, professeur à l'Université Stanford puis à l'Université d'État de Californie à Hayward dans les années 1960, sociologue et écrivain américain né le 15 novembre 1933 à Chicago (Illinois) et mort le 5 juillet 2011  à Berkeley (Californie).
Sa lecture du monde peut être qualifiée d'holistique. Il a popularisé la notion de contre-culture en 1968 dans son livre Naissance d'une contre-culture (The Making of a Counter Culture) et celle d'écopsychologie dans son livre The Voice of the Earth : An Exploration of Ecopsychology, publié en 1992.
Il est l'auteur de plusieurs essais consacrés à l'information, la science, la culture, l'écologie, la psychologie, l'impérialisme américain. Il a également collaboré avec le New York Times.

## Biographie

### Famille
Theodore Roszak naît le 15 novembre 1933 à Chicago. Il est le fils d'Anton et Blanche Roszak. Ses parents, de confession catholique, sont respectivement ébéniste et femme au foyer.

### Formation
Theodore Roszak entre dans le système scolaire américain à Chicago, où il fréquente l'école publique. Il poursuit ses études à l'Université de Californie à Los Angeles d'où il sort diplômé d'un Bachelor of Arts en 1955. Trois ans plus tard, il obtient un doctorat en histoire à l'Université de Princeton. Sa thèse est intitulée "Thomas Cromwell et la réforme henricienne".

### Carrière académique et journalistique
Il commence sa carrière académique à l'université Stanford, où il enseigne entre 1958 et 1963 avant de rejoindre l'Université d'État de Californie à Hayward,. 
Il emménage à Londres dans les années 1960, où il devient le rédacteur en chef du journal Peace News (en), principal organe d'expression du mouvement pacifiste et non-violent créé en 1936, entre 1964 et 1965. En 1966, il commence à collaborer avec les journaux américains The Nation et The Atlantic.
Il est professeur invité de l'université d'État de San Francisco en 1981 et du Schumacher College en 1991,.

### Succès
Roszak connaît le succès en 1969, lorsqu'il publie Naissance d'une contre-culture, dans lequel il raconte et explique les mouvements de la contre-culture qui sévissent en Europe et en Amérique du Nord dans les années 1960. Theodore Roszak est le premier auteur à parler de "contre-culture" pour décrire ces phénomènes sociaux,,,. D'après le sociologue Todd Gitlin, "Les gens essayaient de comprendre, "Qu'est-ce qui nous arrive ?". Il a réussi à mettre des mots dessus".
Parmi ses travaux les plus célèbres, on retrouve Where the Wasteland Ends,,, The Voice of the Earth (dans lequel il est le premier à parler d'écopsychologie),, Person/Planet, The Cult of Information,,, The Gendered Atom: Reflections on the Sexual Psychology of Science, et Longevity Revolution: As Boomers Become Elders. Il a également co-édité (avec Mary Gomes et Allen Kanner) l'anthologie Ecopsychology: Healing the Mind, Restoring the Earth, et (avec son épouse Betty) l'anthologie Masculine/Feminine: Essays on Sexual Mythology and the Liberation of Women.
Il fait plusieurs apparitions dans l'épisode "Alternatives Lifestyles in California" de la série de la BBC The Long Search (en) en 1977.

## Distinctions
- Bourse Guggenheim en 1971 pour ses travaux en sociologie[27].
- Finaliste en 1970 et 1973 du National Book Award[8],[28].
- Le Tiptree Award 1995 pour Les Mémoires d'Elizabeth Frankenstein[29].
- En 1999, le New York Open Center le récompense pour son "Analyse Pertinente et Influente de la Culture Américaine"

## Citation
« Pourtant, s’il doit y avoir une autre solution que la technocratie, il faut que soit mis en question ce rationalisme amoindrissant que dicte la conscience objective. Tel est, je l’ai dit, le projet essentiel de notre contre-culture : proclamer un nouveau ciel et une nouvelle terre, si vastes, si merveilleux que les prétentions démesurées de la technique soient réduites à n’occuper dans la vie humaine qu’une place inférieure et marginale. Créer et répandre une telle conception de la vie n’implique rien de moins que l’acceptation de nous ouvrir à l’imagination visionnaire. Nous devons être prêts à soutenir ce qu’affirment des hommes tels que Blake, à savoir que certains yeux ne voient pas le monde comme le voient le regard banal ou l’œil scientifique, mais le voient transformé, dans une lumière éclatante et, ce faisant, le voient tel qu’il est vraiment. Au lieu de nous empresser de minimiser le témoignage de nos voyants enchantés et de l’interpréter au niveau le plus bas et le plus conventionnel, nous devons être prêts à admettre la scandaleuse possibilité que, partout où se manifestent l’imagination visionnaire, la magie – cette vieille ennemie de la science – renaît pour transmuer notre réalité quotidienne en quelque chose de plus grand, de plus effrayant peut-être mais sûrement de plus aventureux que le pauvre rationalisme de la conscience objective ne pourra jamais le concevoir. »

— Theodore Roszak, Vers une contre-culture. Réflexions sur la société technocratique et l’opposition de la jeunesse, 1970, pp. 266-267.

## Œuvres

### Essais
- Vers une contre-culture : Réflexions sur la société technocratique et l’opposition de la jeunesse (The making of Counter Culture : reflections on the technocratic society and its youthful opposition, 1969), Stock, 1970.
- Où finit le désert : politique et transcendance dans la société post-industrielle (Where the Wasteland Ends: Politics and Transcendence in Post-Industrial Society, 1972), Stock, 1973.
- L'Homme planète. La désintégration créative de la société industrielle (Person/Planet: The Creative Disintegration of Industrial Society), 1979.
- (en) The Voice of the Earth : An Exploration of Ecopsychology, New York, Simon & Schuster, 1992.
- (en) Ecopsychology : Restoring the Earth, Healing the Mind (sous la direction de Theodore Rozak, Mary Gomes et Allen Kanner), San Francisco, Sierra Club Books, 1995.
- La Menace américaine : Le triomphalisme américain à l'âge du terrorisme (World Beware! American Triumphalism in an Age of Terror), Paris, éditions Le Cherche midi, 2006.
- (en) The Making of an Elder Culture: Reflections on the Future of America's Most Audacious Generation.  (2009) New Society Publishers.

### Romans
- Puces (Bugs, 1981), Robert Laffont, 1982.
- La Conspiration des ténèbres (Flicker), traduit de l'anglais (États-Unis) par Édith Ochs, éditions Le Cherche midi, 1991.
- Les Mémoires d'Elizabeth Frankenstein (The Memoirs of Elizabeth Frankenstein, 1995), traduit de l'anglais (États-Unis) par Édith Ochs, éditions Le Cherche midi - collection Néo, 2007.
- Le Diable et Daniel Silverman (The Devil and Daniel Silverman), éditions Le Cherche midi, collection Néo, 2003.
- L’Enfant de cristal, éditions Le Cherche midi, 2008.
- L'Enfer des rêves, éditions Le Cherche midi, 2009.